# Udo Nix (Fußballspieler)
Udo Nix (* 6. Juli 1941 in Hannover; † 9. Dezember 2022 in Winsen an der Luhe) war ein deutscher Fußballspieler, der von 1960 bis 1967 als Aktiver von Hannover 96 in der Oberliga Nord, Regionalliga Nord und der Bundesliga gespielt hat.

## Laufbahn
Beim TSV Hagenburg, im Naturpark Steinhuder Meer gelegen, wuchs der Jugendfußballer Udo Nix sportlich auf und entwickelte sich zu einem Talent, auf das der DFB in der Vorbereitung auf das UEFA-Juniorenturnier 1959 in Bulgarien aufmerksam wurde. Der technisch begabte Offensivspieler kam im Gruppenspiel am 2. April 1959 in Sofia gegen die Niederlande beim deutschen 1:0-Sieg auf Linksaußen in der deutschen Jugend-Fußballnationalmannschaft zum Einsatz. An seiner Seite spielten Mittelstürmer Gustav Flachenecker und auf Halblinks Werner Ipta. Zur Runde 1960/61 wechselte er in die Fußball-Oberliga Nord zu Hannover 96. Sein erstes Oberligaspiel absolvierte er am 19. März 1961 beim 0:0-Remis gegen den VfB Lübeck. In seiner ersten Saison gehörte er noch nicht der Stammbesetzung der „Roten“ an. In den letzten zwei Runden des alten erstklassigen Oberligasystems, 1961 bis 1963, absolvierte er aber 42 Ligaspiele und erzielte sechs Tore. Die Oberligaära endete mit dem 30. Spieltag, den 29. April 1963, mit einem 3:1-Auswärtserfolg der 96er beim norddeutschen Serienmeister Hamburger SV. Nix, auf Halblinks spielend, erzielte dabei zwei Treffer. Am 7. Januar 1962 unterliefen ihm im Spiel gegen den VfV Hildesheim innerhalb weniger Minuten zwei Eigentore.
Am 13. September 1961 debütierte er für Hannover im Messepokalspiel gegen Espanyol Barcelona, welches 0:1 verloren ging. Im Rückspiel kam er nicht zum Einsatz. Erst am 10. November 1965 spielte er für Hannover wieder im Messepokal gegen den FC Porto, wo er in der 73. Minute ein Tor schoss.
Da aus der Fußball-Oberliga Nord mit dem Hamburger SV, Werder Bremen und Eintracht Braunschweig drei Vertreter für die neu installierte Fußball-Bundesliga zur Runde 1963/64 nominiert worden waren, ging es für Nix und seine Mannschaftskollegen in der ebenfalls neu geschaffenen Regionalliga Nord 1964 um den Einzug in die Bundesligaaufstiegsrunde. Mit dem Meistertrainer des Jahres 1954, Helmut Kronsbein, versuchte der Tabellenneunte des Jahres 1963 die sportlichen Voraussetzungen in der Regionalligasaison 1963/64 zu schaffen. Die Runde wurde am 11. August 1963 mit einem 4:0-Auswärtserfolg bei Victoria Hamburg eröffnet. Nix agierte auf er der linken Außenläuferposition und der neue Mittelstürmer Walter Rodekamp führte sich mit drei Toren ein. Auch die zwei Derbys gegen den Lokalrivalen SV Arminia Hannover ragten in dieser Runde heraus. In der Hinrunde setzten sich die „Blauen“ vor 35.000 Zuschauern mit 2:1 Toren gegen die „Roten“ durch. Am 5. April 1964 glückte 96ig mit einem 3:0-Sieg vor 50.000 Zuschauern im Niedersachsenstadion gegen die von Lothar Ulsaß, Gerhard Elfert und Helmut Kafka angeführten Arminen die Revanche. Mit der Vizemeisterschaft hinter Meister St. Pauli zog Hannover 96 in die erste Bundesligaaufstiegsrunde 1964 ein. Udo Nix hatte in 29 Spielen dabei sieben Tore erzielt.
In der Aufstiegsrunde hatte es Hannover mit dem Meister aus Süddeutschland, KSV Hessen Kassel, dem Westmeister Alemannia Aachen und dem Südwestvize FK Pirmasens zu tun. Der Start glückte am 6. Juni 1964 mit einem 2:1-Auswärtserfolg bei Hessen Kassel. Die Aufstiegsrunde schlossen die „Roten“ am 28. Juni mit einem 3:1-Heimsieg vor 70.000 Zuschauern gegen Kassel ab und waren damit in die Bundesliga aufgestiegen. Nix hatte in allen sechs Aufstiegsspielen mitgewirkt. Mit Fredy Heiser, Werner Gräber, Walter Rodekamp, Nix und Georg Kellermann war die Stammbesetzung im Angriff besetzt gewesen.
Die Herausforderung in der Bundesliga eröffnete der Aufsteiger am 22. August 1964 mit einem 2:0-Auswärtserfolg bei Borussia Dortmund. Es spielte die Angriffsbesetzung aus der erfolgreichen Aufstiegsrunde und Rodekamp erzielte beide Tore. Die Runde schloss am 15. Mai 1965 mit einem 3:1-Heimerfolg gegen Hertha BSC. Nix hatte in 29 Ligaspielen drei Tore erzielt und der Aufsteiger belegte mit 33:27 Punkten den ausgezeichneten fünften Rang. Nachdem er in der Saison 1966/67 nicht mehr zum Einsatz gekommen war, wechselte er zur Saison 1967/68 zum FC St. Pauli.
Von 1968 bis 2004 war Nix an der Waldschule Buchholz zuerst Lehrer und danach Direktor und Schulleiter. Von 1981 bis 2001 hatte er als Mitglied der CDU einen Sitz im Buchholzer Stadtrat. Beim TSV Buchholz 08 bekleidete er zeitweise das Amt des Vereinspräsidenten. Udo Nix lebte bis ins Jahr 2022 in Buchholz in der Nordheide und starb am 9. Dezember 2022 in einem Pflegeheim in Winsen an der Luhe.
Er war der ältere Bruder von Ingo Nix.